# Verschmutzung gegen den Strom

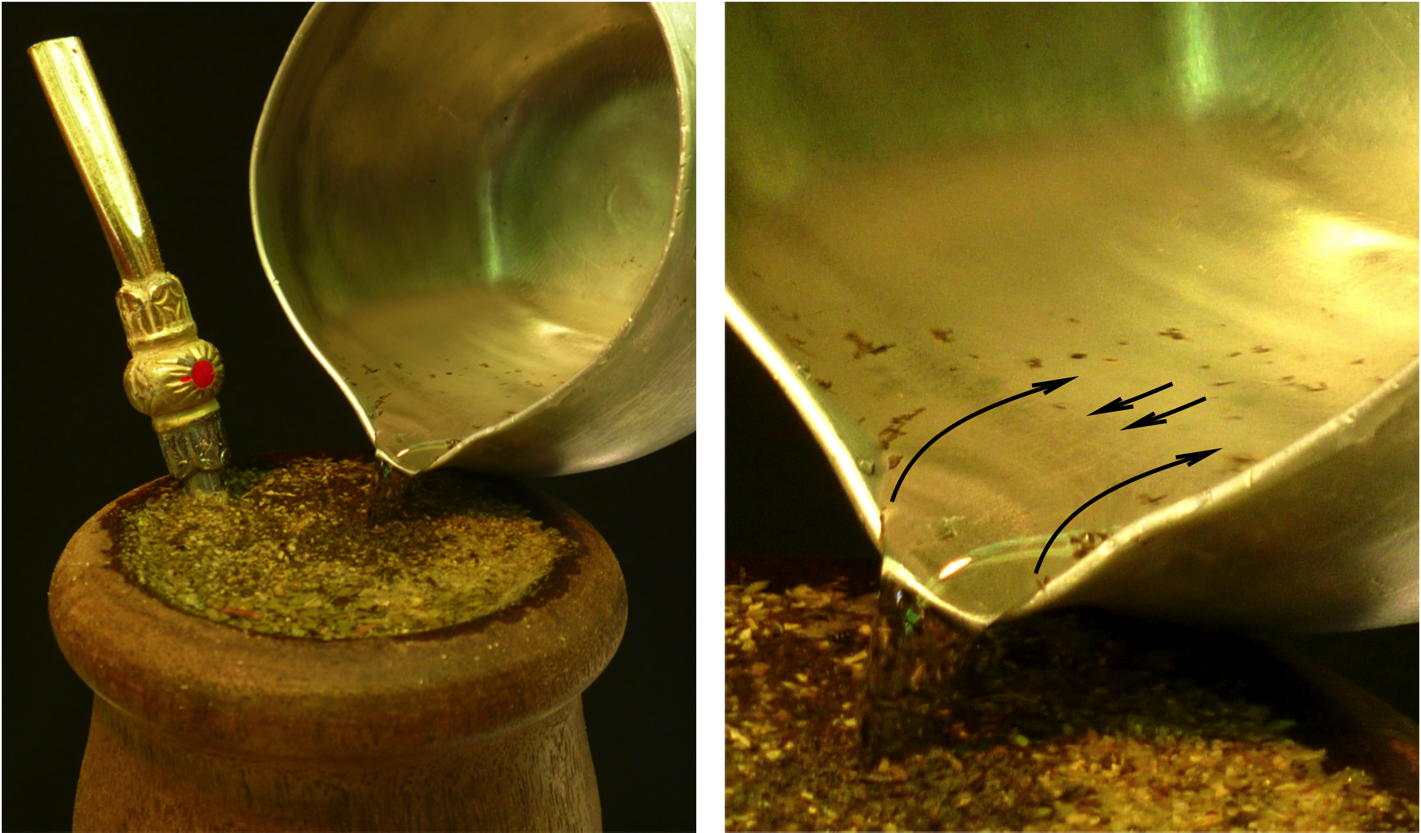
Partikel können bei der Zubereitung von Mate-Tee den Wasserstrom hoch fließen.

Die Verschmutzung gegen den Strom durch schwimmende Partikel ist ein paradox erscheinendes Phänomen in der Fluiddynamik: wenn Wasser aus einem höheren Behälter in einen niedrigeren fließt können Schmutzpartikel aus dem unteren Behälter stromaufwärts in den oberen Behälter schwimmen.
Das Phänomen wird noch untersucht. Experimente und rechnergestützte Analysen deuten darauf hin, dass es hauptsächlich durch Oberflächenspannungsunterschiede zu erklären ist. Jedoch haben auch Wirbel einen noch zu überprüfenden Einfluss.

## Ursprung

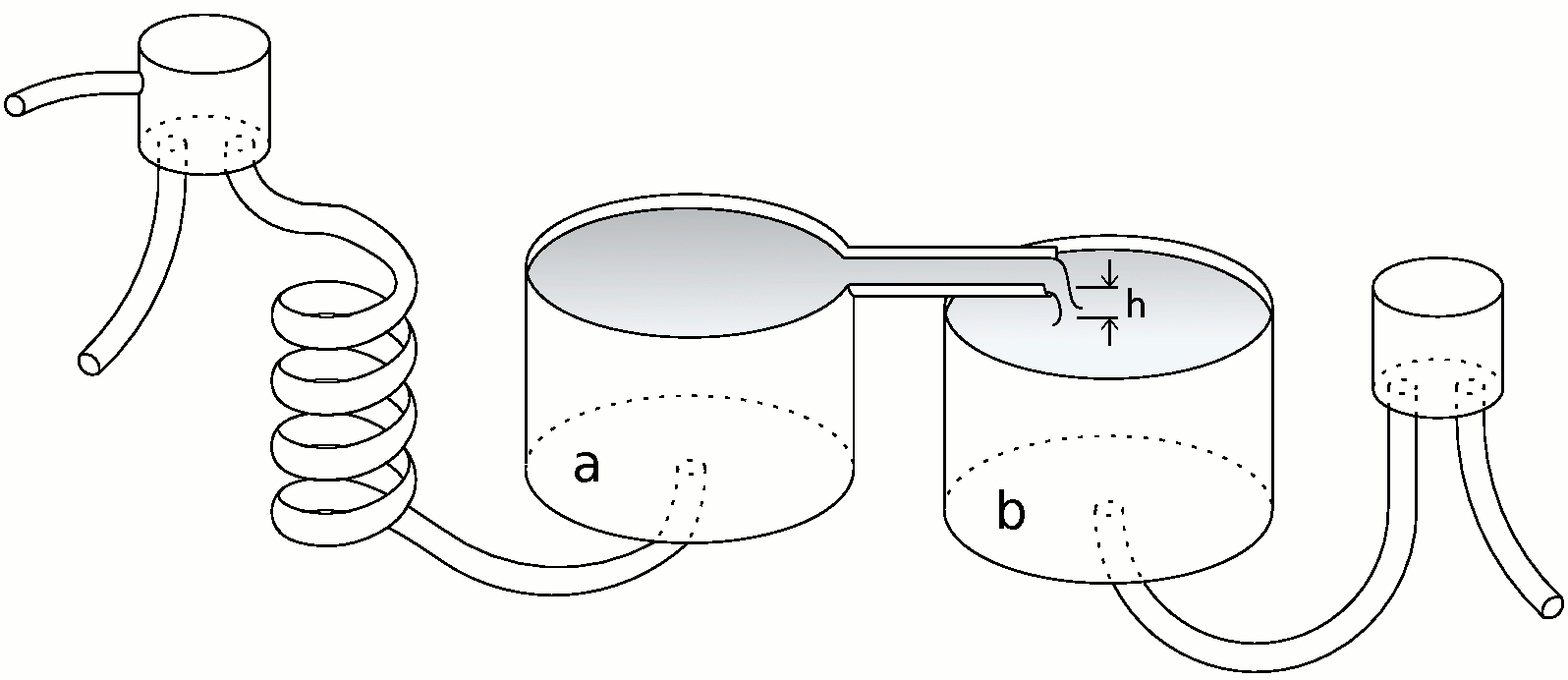
Versuchsaufbau, um einen konstanten Strom vom oberen zum unteren Behälter zu erzeugen.

Das Phänomen wurde zuerst im Jahr 2008 vom Argentinier Sebastian Bianchini an der Universität von Havanna während der Zubereitung von Mate-Tee beobachtet. Zusammen mit Alejandro Lage-Castellanos führte er eine Reihe von Experimenten durch. Später stieß Ernesto Altshuler in Havanna hinzu. Die Untersuchungen mündeten in der Diplomarbeit von Bianchini und einer kurzen Veröffentlichung in arxiv. Das Phänomen wurde ab dem Jahr 2011 als überraschende Tatsache in manchen Onlinemagazinen vorgestellt.
Videos, die den Effekt zeigen, sind auf YouTube verfügbar.
Bianchinis Diplomarbeit zeigte, dass das Phänomen im Labor mit Mateblättern oder Kreidepulver als Schmutzpartikel reproduziert werden kann. Zudem zeigte die Arbeit, dass Temperaturgradienten zwischen den Behältern (oben heiß, unten kalt) nicht nötig sind, um den Effekt zu erzeugen. Auch zeigte diese Forschungsarbeit, dass die Oberflächenspannung eine wichtige Rolle in der Erklärung durch den sogenannten Marangoni-Effekt spielt, was durch zwei Beobachtungen nahegelegt wurde: (a) Das Kreidepulver und die Mateblätter verringerten die Oberflächenspannung im unteren Behälter und (b) sobald industrielle Tenside, die die Oberflächenspannung verringern, in den oberen Behälter zugegeben wurden, stoppten die Partikel, gegen den Strom in den oberen Behälter zu schwimmen.

## Bestätigung
Nach einem Vortrag von Alejandro Lage-Castellanos zur Physik der komplexen Materie in Havanna (MarchCOMeeting, 2012) interessierte sich Troy Shinbrot (Rutgers University) für das Thema. Zusammen mit dem Studenten Theo Siu wurden die Ergebnisse der früheren Studien bestätigt und mit neuen Experimenten und numerischen Simulationen an der Rutgers-Universität erweitert, was zu einer gemeinsamen Arbeit führte.
Später wurden die Ergebnisse unabhängig von anderen bestätigt. Ob das Phänomen allein durch Oberflächenspannungsunterschiede hervorgerufen wird oder auch vom dynamischen Verhalten des fließenden Wassers abhängt, ist noch offen.